# Bradley-universiteit
De Bradley Universiteit (Engels: Bradley University) is een privé-universiteit, gelegen in Peoria, Illinois.

## Geschiedenis
De "Bradley Polytechnic Institute" is opgericht door de filantroop Lydia Moss Bradley in 1897. In 1896 werd Bradley voorgesteld aan de president van de Universiteit van Chicago, die haar overtuigde haar plannen uit te voeren voor het stichten van een onderwijsinstituut. Bradley schonk 17 acre aan land, $170.000 aan gebouwen, apparatuur en een bibliotheek. Ook schonk ze $30.000 per jaar voor durende kosten.
Het instituut was initieel bedoeld als een twee- en vierjarige academie. Er was toen maar één andere middelbare school in Peoria. In 1899 was het instituut gegroeid tot bijna 500 studenten en bood de vakken biologie, scheikunde, food work, naaien, Engels, Duits, Frans, Latijn, Grieks, geschiedenis, handmatige kunst, tekenen, wiskunde en psychologie aan.
In 1920 liet het instituut de academische oriëntatie vallen en nam een vierjarige collegeprogramma aan. De erkenning als universiteit werd in 1946 verworven. De nieuwe naam werd Bradley University.

## Campus

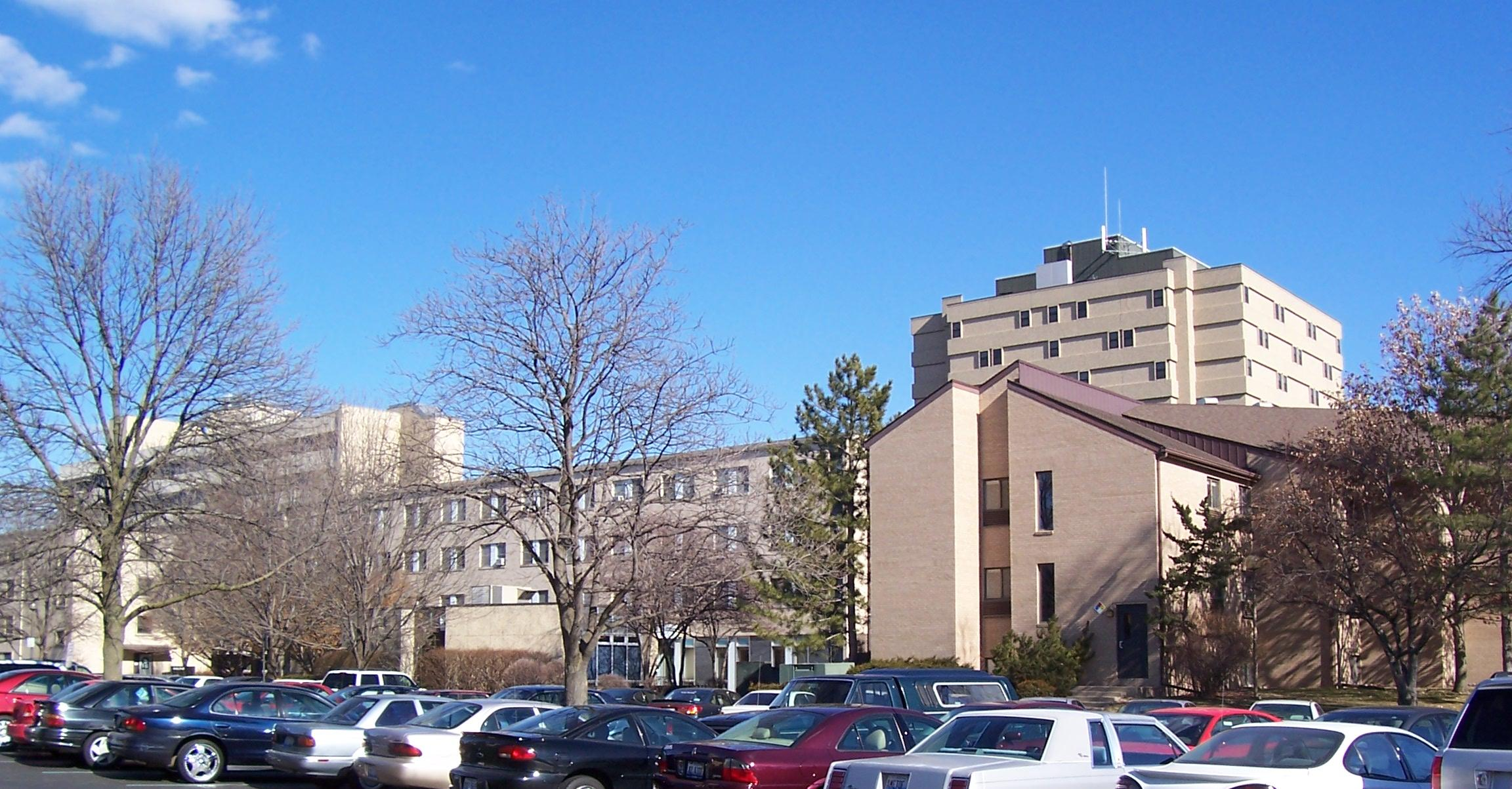
Studentenhuisvesting

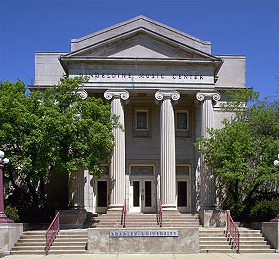
Dingeldine Music Center

De campus van de Bradley Universiteit heeft een oppervlakte van 340 hectare, gelegen ten westen van de bergwand van Peoria. Het ligt op enkele minuten afstand van het stadscentrum. De campus is relatief compact. Aan de zuidkant van de campus is Bradleys studentenhuisvesting te vinden. Ook aan de zuidkant gevestigd is de Dingeldine Music Center, waar optredens worden gegeven en wordt gerepeteerd. Ook te vinden op de campus zijn de Westlake Hall, de Baker Hall, de Bradley Hall (zie foto rechtsboven) en sportfaciliteiten.
De campus is ook het terrein waar Peoria's National Public Radio-affiliate, WCBU, is gevestigd, te vinden op de 1e verdieping van de Jobst Hall.

## Referentie
1. ↑  The Founding of Bradley